# Exile Deluxe
Exile Deluxe är debutalbumet av den Stockholmsbaserade folkpunk-gruppen Dorlene Love, senare under namnet Crash Nomada, utgivet 2008. Albumet spelades in i Helter Skelter Studio, Future Legends och Studio Absurdistan i Stockholm. Gästmusiker på albumet är Lars Ydgren på altsaxofon och klarinett, Matti Pohjola på kornett, Fredrik Söderström på darbuka samt Karin Walterson på violin. MOA gästsjunger på spår 5, The Only Heart I Broke Was Mine, vilken också gjordes en musikvideo till regisserad av Attila Urban.
Bandet gjorde 2009 också en video till Habibi (boom boom boom) regisserad av André Sebastie. I maj 2008 medverkade Dorlene Love i Nyhetsmorgon i TV 4 och framförde då låtarna Exile Deluxe och Apocalypso.
Den sista spelningen som Dorlene Love genomfördes i mars 2011 på Kafé 44 i Stockholm där bandet delade scen med Göteborgsbandet Räfven. Gruppen bytte därefter namn till Crash Nomada och under det namnet släpptes nästa album, Atlas Pogo 2012.

## Låtlista
1. Apocalypso
2. Exile Deluxe
3. The Night Belongs To Us
4. Cool Cool Anarchy
5. The Only Heart I Broke Was Mine
6. Habibi (Boom Boom Boom)
7. Renegade Punx
8. La Musica Brutale
9. Don't Care What You Say
10. Jelena
11. No Regrets

## Medverkande

### Bandmedlemmar
- Ragnar Bey - sång, gitarr, saz-cümbüs
- Linus "Toro" Fransson - trummor
- Felicia - percussion
- K. Ming - bas
- Jonne "Flash" - gitarr
- Walter Salé - dragspel

### Gästmusiker
- Lars Ydgren (Den Flygande Bokrullen) - altsaxofon, klarinett, spår 4, 5, 8, 11
- Matti Pohjola (Den Flygande Bokrullen) - kornett, spår 4 och 11
- Fredrik Söderström - darbuka, spår 2
- Karin Walterson - violin, spår 10 på
- MOA - sång, spår 5

### Övrig medverkan
- Daniel Hedin, Fredrik Söderström - inspelning, mixning
- Henrik Sunbring - mastring
- Sofia Runarsdotter - foto
- Muja, Toro - omslagsdesign
- Damon Zurawski - inspelning